# Culeolus quadrula
Culeolus quadrula är en sjöpungsart som beskrevs av Sluiter 1904. Culeolus quadrula ingår i släktet Culeolus och familjen lädermantlade sjöpungar. Inga underarter finns listade i Catalogue of Life.